# كريس فاريس
كريس فاريس (بالإنجليزية: Kris Farris)‏ هو لاعب كرة قدم أمريكية أمريكي، ولد في 27 مارس 1977 في سانت بول في الولايات المتحدة.

## وصلات خارجية
- كريس فاريس على موقع مرجع كرة القدم المحترفة.كوم (الإنجليزية)